# FNN東海テレビWorld Uplink
『FNN東海テレビWorld Uplink』（エフエヌエヌとうかいテレビワールドアップリンク）は、1991年4月8日から1993年3月31日まで東海テレビで放送された平日朝のローカルワイド番組である（『FNN World Uplink』の東海テレビタイトル差し替え）。

## 放送時間
いずれも日本標準時。
- 月曜 - 金曜 6:30 - 6:56 （1991年4月8日 - 9月30日） - 6時56分からは、同時に放送開始された『すくすくぽん!』および7時以降はアニメ再放送枠編成に伴い、6時56分飛び降り。
- 月曜 - 金曜 6:30 - 7:40 （1991年10月1日 - 1992年9月30日） - 7時からのアニメ再放送枠が廃止され『すくすくぽん!』放送に伴い、5分前飛び降りになった。
- 月曜 - 金曜 6:45 - 7:55 （1992年10月1日 - 1993年3月31日） - フジテレビでの放送時間変更により変更[1]。

## 番組の差し替えの特徴
ローカルニュースは、東京発の全国ニュース『FNN World Uplink』の前に『FNN東海テレビNEWS&WEATHER（協力：中日新聞）』と題して放送されていた（放送時間は1992年9月30日までは平日 6:20 - 6:30、1992年10月1日以降は平日 6:30 - 6:45）。キャスターは前番組『FNN東海テレビ朝駆け第一報!』と同様に、本稿で紹介している番組放送当時の東海テレビの女性アナウンサーがシフト勤務で担当していた。天気予報は当時の日本気象協会の職員（久納敏夫ほか）が担当した。